# George Alexander Parks
George Alexander Parks, né le 29 mai 1883 et mort le 11 mai 1984, est un homme politique républicain américain. Il est gouverneur du territoire de l'Alaska entre 1925 et 1933.

## Sources
- (en) Cet article est partiellement ou en totalité issu de l’article de Wikipédia en anglais intitulé « George Alexander Parks » (voir la liste des auteurs).